# 容日约
容日约（法語：Jongieux，法語發音：[ʒɔ̃ʒjø]）是法国萨瓦省的一个市镇，属于尚贝里区。

## 地理
容日约（45°44'20"N, 5°47'54"E）面积6.43 平方千米，位于法国奥弗涅-罗讷-阿尔卑斯大区萨瓦省，该省份为法国东部省份，历史上为薩伏依的一部分，北起上萨瓦省，西接伊泽尔省和安省，南部和东部与上阿尔卑斯省和意大利接壤。
与容日约接壤的市镇（或旧市镇、城区）包括：马西尼约德里沃、比耶姆、吕塞、耶讷。

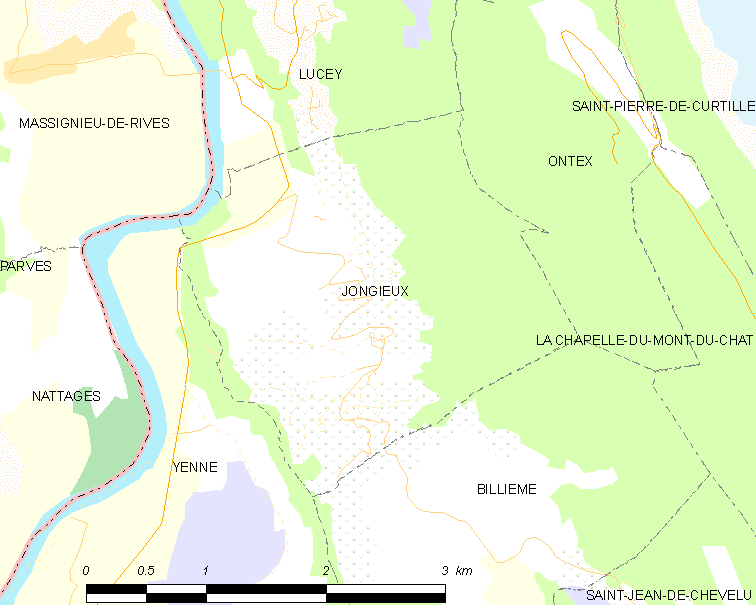
容日约的OSM定位图

容日约的时区为UTC+01:00、UTC+02:00（夏令时）。

## 行政
容日约的邮政编码为73170，INSEE市镇编码为73140。

## 政治
容日约所属的省级选区为萨瓦比热县。

## 人口

1962-2008年间容日约人口变化图示

容日约于2022年1月1日时的人口数量为284人。